# Pończocha kablowa
Pończocha kablowa – samozaciskowa plecionka wykonana z linki stalowej, ułatwiająca wciąganie i przeciąganie kabli telekomunikacyjnych, sygnalizacyjnych i elektroenergetycznych oraz przewodów do instalacji wewnętrznych i zewnętrznych; jedno z akcesoriów służących do układania kabli i przewodów.

## Norma branżowa
Ostatnią obowiązującą w Polsce normą branżową m.in. dla pończoch kablowych jest dokument BN-81 3238-09 (zastępujący BN-73/3238-09). Zgłoszona przez Warszawskie Przedsiębiorstwo Robót Telekomunikacyjnych, a ustanowiona w 1981 roku przez Dyrektora Zjednoczenia Budownictwa i Łączności, norma weszła w życie w kwietniu 1982 roku. Normalizacje branżowe w Polsce były regulowane prawnie do 1993 roku, stosowanie się do nich było obowiązkowe. Współcześnie stosowanie norm (w tym norm dla pończochy kablowej) jest dobrowolne.
Ustalona norma dla pończoch kablowych określa trzy odmiany opisywanego osprzętu, występujące w różnych wielkościach (zależnych od zewnętrznej średnicy kabli). Wprowadzony podział i parametry różnych rodzajów pończoch kablowych przedstawia poniższa tabela.
| Odmiana                                   | Wielkość od/do (mm) | Wymiar (mm) | Średnica liny (mm) | Wytrzymałość na rozciąganie (GPa) | Wytrzymałość na rozciąganie (kg/mm²) | Liczba lin w przekroju poprzecznym (szt.) | Dopuszczalny naciąg (N) | Dopuszczalny naciąg (kG) |
| ----------------------------------------- | ------------------- | ----------- | ------------------ | --------------------------------- | ------------------------------------ | ----------------------------------------- | ----------------------- | ------------------------ |
| P1U pończochy z jednym uchwytem           | 15/35               | 650         | 1,0                | 1,57                              | 160                                  | 10x2                                      | 3923                    | 400                      |
| P1U pończochy z jednym uchwytem           | 35/50               | 900         | 1,2                | 1,57                              | 160                                  | 12x2                                      | 6571                    | 670                      |
| P1U pończochy z jednym uchwytem           | 50/65               | 1100        | 1,6                | 1,57                              | 160                                  | 16x2                                      | 14 808                  | 1510                     |
| P1U pończochy z jednym uchwytem           | 65/80               | 1300        | 1,8                | 1,57                              | 160                                  | 16x2                                      | 19 957                  | 2035                     |
| P2U pończochy z dwoma uchwytami           | 35/50               | 900         | 1,2                | 1,57                              | 160                                  | 12x2                                      | 6571                    | 670                      |
| P2U pończochy z dwoma uchwytami           | 50/80               | 1300        | 1,8                | 1,57                              | 160                                  | 16x2                                      | 19 957                  | 2035                     |
| PD2U pończochy dzielone z dwoma uchwytami | 35/50               | 900         | 1,8                | 1,57                              | 160                                  | 12x2                                      | 14 906                  | 1520                     |
| PD2U pończochy dzielone z dwoma uchwytami | 50/80               | 1300        | 1,8                | 1,57                              | 160                                  | 14x2                                      | 19 957                  | 1780                     |